# Alcock-Insel
Die Alcock-Insel (englisch Alcock Island, in Chile Isla Barros) ist eine 1,26 km lange Insel vor der Danco-Küste des Grahamlands auf der Antarktischen Halbinsel liegt. Sie liegt 5,5 km westlich des Charles Point in der Hughes Bay.
Walfänger hatten die Insel 1922 ursprünglich Pinguin-Insel bzw. Penguin Island benannt. Da dieser Name jedoch nie auf Karten erschien und bereits Penguin Island im Archipel der Südlichen Shetlandinseln denselben Namen trägt, wurde diese Benennung verworfen. Der jetzige Namensgeber ist der britische Pilot John William Alcock (1892–1919), dem gemeinsam mit seinem Landsmann Arthur Whitten Brown zwischen dem 14. und 15. Juni 1919 der erste transatlantische Nonstopflug gelang. Namensgeber der chilenischen Benennung ist Ramón Barros González, Leiter der 13. Chilenischen Antarktisexpedition (1958–1959).